# Jaroslav Kepka

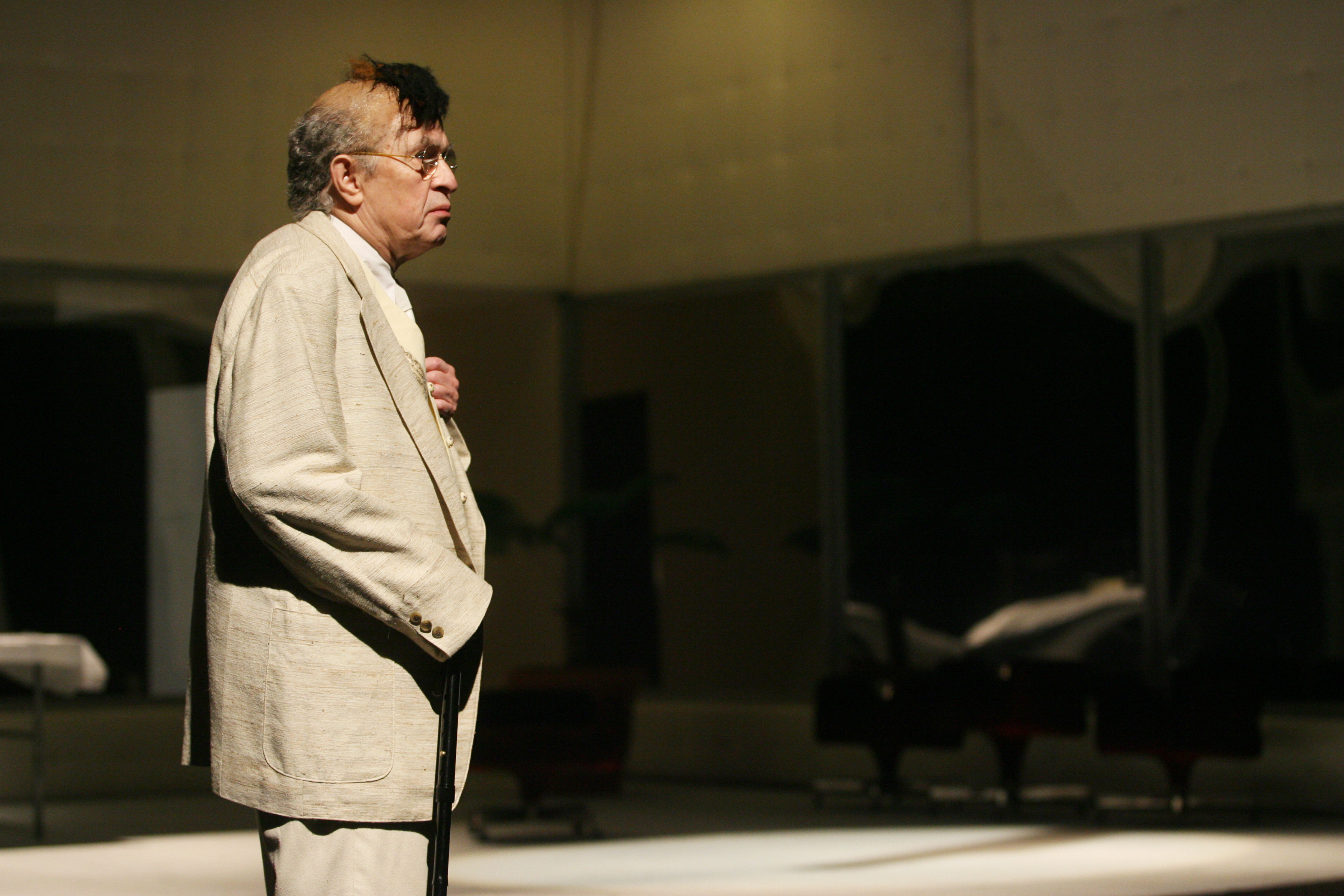
Jaroslav Kepka, 2008

Jaroslav Kepka (* 14. August 1935 in Prag; †  24. April 2019) war ein tschechischer Schauspieler.

## Leben
Kepka war seit 1961 in 15 Film- und Fernsehproduktionen zu sehen. Er verkörperte 1997 in dem tschechischen Märchenfilm Rumpelstilzchen & Co. (Rumplcimprcampr) die Haupt- und Titelrolle ‚Rumpelstilzchen‘. 2001 spielte er  Jakubs Großvater in Max, Susi und das magische Telefon (Mach, Šebestová a kouzelné sluchátko).

## Filmografie (Auswahl)
- 1961: Der nächtliche Gast (Noční host)
- 1962: Der kleine Bobesch in der Stadt (Malý Bobeš ve městě)
- 1964: Wer ist ohne Schuld? (Kto si bez viny)
- 1966: Wer will Jessie umbringen? (Kdo chce zabít Jessii? )
- 1967: Das Ende des Geheimagenten W4C mit Hilfe des Hundes von Herrn Foutska (Konec agenta W4C prostřednictvím psa pana Foustky)
- 1976: Die Kriminalfälle des Majors Zeman (30 případů majora Zemana) (Fernsehserie)
- 1985: Der Zauberrabe Rumburak (Rumburak)
- 1986: Berühmte Räubergeschichten aus aller Welt (Slavné historky zbojnické) (Fernsehserie)
- 1993: Das Ende der Dichter in Böhmen (Konec básníků v Čechách)
- 1993: Die Rückkehr der Märchenbraut (Arabela se vrací) (Fernsehserie)
- 1993: Wettstreit im Schloß (Nesmrtelná teta)
- 1994: Die Tierklinik am Rande der Stadt (O zvířatech a lidech) (Fernsehserie)
- 1996: Das Zauberbuch (Kouzelný měšec)
- 1997: Rumpelstilzchen & Co. (Rumplcimprcampr)
- 2001: Max, Susi und das magische Telefon (Mach, Šebestová a kouzelné sluchátko)